# NGC 2167
NGC 2167 is een ster in het sterrenbeeld Eenhoorn. Het hemelobject werd op 28 november 1786 ontdekt door de Duits-Britse astronoom William Herschel. Alhoewel dit object een gewone ster betreft, werd aanvankelijk verondersteld dat deze ster omhuld was door een nevel, en aldus kwam ze als object nummer 2167 in de New General Catalogue terecht.

## Synoniemen
- HD 41794
- SAO 132848